# ديكيز
Williamson-Dickie Mfg. Co هي شركة لتصنيع الملابس معروفة بعلامتها التجارية الأكبر «ديكيز». تأسست الشركة في فورت وورث، تكساس، في عام 1922 على يد سي إن ويليامسون وإي إي «العقيد» ديكي، الذي أنشأ شركة دينيم تبيع ملابس العمل للمزارعين في جميع أنحاء الجنوب الغربي. حاليا، ديكيز هي علامة تجارية عالمية موجودة في أكثر من 100 دولة لتصميم وتصنيع وبيع الأوفرول (ملابس العمل) لقطاعات السيارات والضيافة والبناء والصناعات الطبية. يمتلك ويليامسون-ديكي أيضًا علامات ولالز وليبيرتي وكودياك.

## البدايات
بدأ سي إن ويليامسون وإي إي «العقيد» ديكي مسيرتهما المهنية في مجال «المركبات وأطقم الأحصنة» في بريان، تكساس. في عام 1918، أسسوا مع عدد قليل من الأصدقاء الشركة الأمريكية للأوفرول (أو المشمل). وفي عام 1922، انضم سي دون ويليامسون إلى والده وابن عمه لشراء 100٪ من الشركة الأوفرول على أساس الثلث لكل منهم وأعاد تسميتها باسم شركة ويليامسون ديكي للتصنيع.
منذ سنواتها الأولى، تمتعت ويليامسون ديكي بالنمو المنتظم الذي تباطأ فقط بسبب أزمة الكساد الكبرى. وخلال الحرب العالمية الثانية أنتجت الشركة الملايين من الزي الرسمي للقوات المسلحة في البلاد. في التحول إلى الإنتاج المدني بعد الحرب، بدأ سي دون ويليامسون إستراتيجية التوسع الجغرافي وأنشأ مرافق إنتاج ومستودعات ومناطق مبيعات جديدة في جميع أنحاء الولايات المتحدة. في أواخر الخمسينيات من القرن الماضي، أصبحت ويليامسون ديكي شركة دولية من خلال التوسع في السوق الأوروبي وسوق الشرق الأوسط - حيث قدم عمال النفط في تكساس العلامة التجارية ديكيز إلى حقول النفط في الشرق الأوسط.

## في الحاضر
تُباع ديكيز حاليًا في جميع الولايات الأمريكية الخمسين وفي جميع أنحاء العالم في دول مثل المملكة العربية السعودية وجنوب إفريقيا وأستراليا وروسيا وتشيلي وكوريا الجنوبية واليابان وتايوان وأيسلندا وكندا وألمانيا وفرنسا وإيطاليا وأيرلندا مع مبيعات COH المحدودة وكرواتيا والفلبين وبولندا والمكسيك.
في عام 2008 استحوذ ويليامسون ديكيي على شركة Kodiak Group Holdings Inc الكندية. وفي عام 2013 استحوذت ديكيز على والز.
في عام 2014 أصبح جيري لي من كاليفورنيا المرخص له حصريًا لملابس Dickies Girl juniors (ديكيز للفتيات الصغيرات).
استحوذت شركة VF Corporation على ويليامسون ديكيي في عام 2017 مقابل 820 مليون دولار نقدًا.
يقع مقر شركة ويليامسون ديكيي أوروبا المحدودة في ويستفيلد، سومرست في المملكة المتحدة. كان هذا القسم من الشركة المعروف سابقًا باسم «ديكيز المملكة المتحدة» ويعمل الآن في جميع أنحاء أوروبا والشرق الأوسط لكل من مجموعات منتجات ملابس العمل وملابس الشارع.

## وصلات خارجية
- الموقع الإلكتروني الرسمي